# Diócesis de Lismore
La diócesis de Lismore (en latín: Dioecesis Lismorensis y en inglés: Roman Catholic Diocese of Lismore) es una circunscripción eclesiástica de la Iglesia católica en Australia. Se trata de una diócesis latina, sufragánea de la arquidiócesis de Sídney. Desde el 20 de diciembre de 2016 su obispo es Gregory Homeming, de la Orden de los Carmelitas Descalzos.

## Territorio y organización

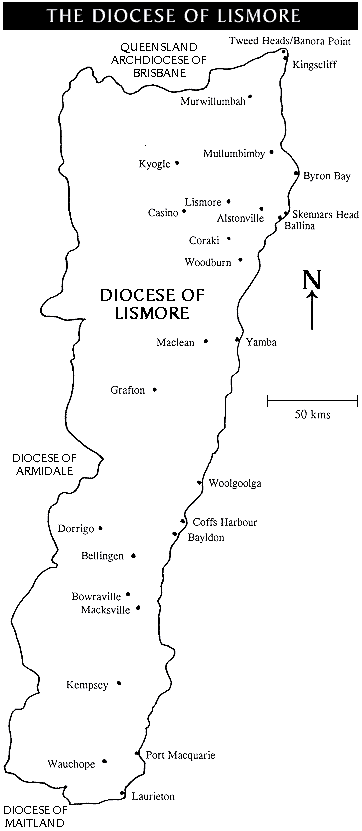
Mapa de la diócesis

La diócesis tiene 28 660 km² y extiende su jurisdicción sobre los fieles católicos de rito latino residentes en la costa septentrional del estado de Nueva Gales del Sur, extendiéndose desde la frontera con Queensland hasta Laurieton.

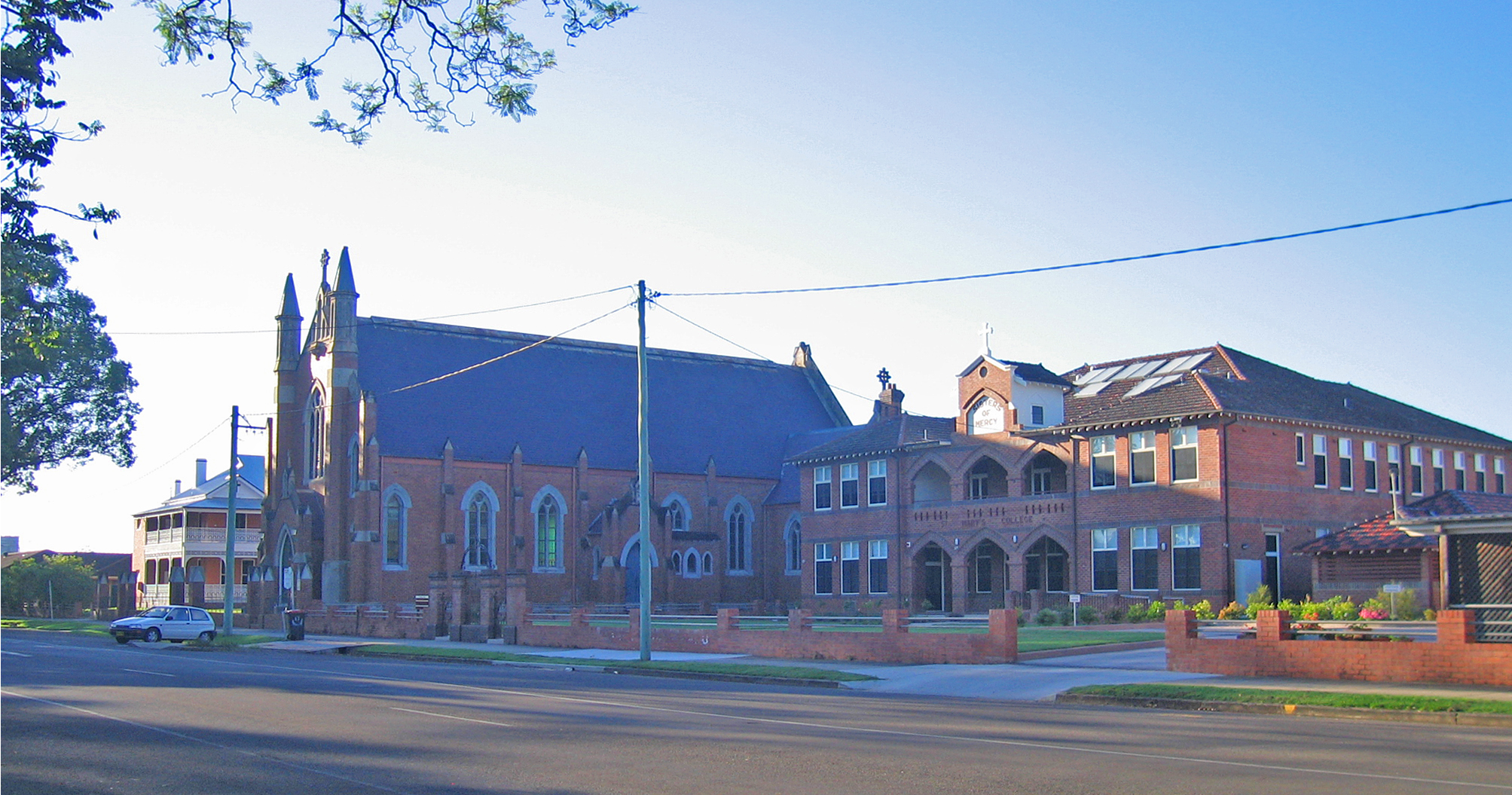
Excatedral de Santa María, en Grafton

La sede de la diócesis se encuentra en la ciudad de Lismore, en donde se halla la Catedral de San Cartago. En Grafton se encuentra la excatedral de Santa María, incendiada completamente en 1913 y restaurada en 1914.
En 2023 en la diócesis existían 22 parroquias.

## Historia
La diócesis de Grafton fue erigida el 10 de mayo de 1887 mediante el breve Ex debito pastoralis del papa León XIII, obteniendo el territorio de la diócesis de Armidale.
En 1966 recibió la parroquia de Kendle de la diócesis de Maitland.
El 13 de junio de 1900 la sede episcopal se trasladó de Grafton a Lismore y la diócesis tomó su nombre actual mediante la carta apostólica Qua catholico del papa León XIII.

## Estadísticas
Según el Anuario Pontificio 2024 la diócesis tenía a fines de 2023 un total de 113 155 fieles bautizados.
| Año                                                                             | Población | Población | Población      | Sacerdotes | Sacerdotes | Sacerdotes | Católicos por sacerdote | Diáconos permanentes | Religiosos | Religiosos | Parroquias y cuasiparroquias |
| Año                                                                             | Católicos | Total     | % de católicos | Total      | Diocesanos | Regulares  | Católicos por sacerdote | Diáconos permanentes | Masculinos | Femeninos  | Parroquias y cuasiparroquias |
| ------------------------------------------------------------------------------- | --------- | --------- | -------------- | ---------- | ---------- | ---------- | ----------------------- | -------------------- | ---------- | ---------- | ---------------------------- |
| 1950                                                                            | 30 105    | 168 438   | 17.9           | 59         | 45         | 14         | 510                     |                      | 10         | 273        | 25                           |
| 1966                                                                            | 44 710    | 188 288   | 23.7           | 68         | 52         | 16         | 657                     |                      | 28         | 330        | 28                           |
| 1970                                                                            | 45 250    | 187 787   | 24.1           | 119        | 49         | 70         | 380                     |                      | 100        | 296        | 28                           |
| 1980                                                                            | 56 600    | 200 400   | 28.2           | 71         | 57         | 14         | 797                     |                      | 37         | 260        | 30                           |
| 1990                                                                            | 63 920    | 301 000   | 21.2           | 61         | 53         | 8          | 1047                    |                      | 30         | 175        | 30                           |
| 1999                                                                            | 100 067   | 421 216   | 23.8           | 60         | 49         | 11         | 1667                    |                      | 18         | 154        | 28                           |
| 2000                                                                            | 100 067   | 421 216   | 23.8           | 63         | 51         | 12         | 1588                    |                      | 19         | 133        | 28                           |
| 2001                                                                            | 100 067   | 421 216   | 23.8           | 56         | 46         | 10         | 1786                    | 2                    | 17         | 139        | 28                           |
| 2002                                                                            | 110 770   | 421 219   | 26.3           | 53         | 45         | 8          | 2090                    | 2                    | 15         | 129        | 28                           |
| 2003                                                                            | 105 609   | 441 734   | 23.9           | 50         | 43         | 7          | 2112                    | 2                    | 16         | 118        | 28                           |
| 2004                                                                            | 105 609   | 441 734   | 23.9           | 56         | 48         | 8          | 1885                    | 2                    | 19         | 91         | 28                           |
| 2013                                                                            | 111 444   | 479 754   | 23.2           | 62         | 45         | 17         | 1797                    | 2                    | 27         | 93         | 28                           |
| 2016                                                                            | 116 870   | 504 200   | 23.2           | 57         | 47         | 10         | 2050                    | 4                    | 17         | 89         | 22                           |
| 2019                                                                            | 104 583   | 504 442   | 20.7           | 53         | 46         | 7          | 1973                    | 2                    | 14         | 70         | 22                           |
| 2021                                                                            | 107 640   | 519 640   | 20.7           | 54         | 41         | 13         | 1993                    | 2                    | 19         | 70         | 22                           |
| 2023                                                                            | 113 155   | 543 186   | 20.8           | 52         | 44         | 8          | 2176                    | 2                    | 13         | 65         | 22                           |
| Fuente: Catholic-Hierarchy, que a su vez toma los datos del Anuario Pontificio. |           |           |                |            |            |            |                         |                      |            |            |                              |

## Episcopologio
- Jeremiah Joseph Doyle † (13 de mayo de 1887-4 de junio de 1909 falleció)
- John Carroll † (2 de diciembre de 1909-8 de mayo de 1949 falleció)
- Patrick Joseph Farrelly † (8 de mayo de 1949 por sucesión-1 de septiembre de 1971 retirado)
- John Steven Satterthwaite † (1 de septiembre de 1971 por sucesión-1 de diciembre de 2001 renunció)
- Geoffrey Hilton Jarrett (1 de diciembre de 2001 por sucesión-20 de diciembre de 2016 retirado)
- Gregory Homeming, O.C.D., desde el 20 de diciembre de 2016